# AD (DM Command)
AD (ARROW_DOWN)とは、アポロコンピュータ社のコンピュータに搭載されていたウィンドウシステム（ディスプレイマネージャ）で利用できた、制御コマンド『DMコマンド』の一つ。

## 概要
AD コマンドは、現在のカーソルの位置からカーソルを左に一文字移動する。
デフォルトでは，左側のキーパッド上の下向き矢印キー（LE）がこのコマンドを実行する。

## 利用法
カーソルキーにこのキーを定義し利用する。
DM入力ウィンドウにて、キー入力を行うことで、定義が行える。
```
KD LE AD
```